# Fritz Haffer
Fritz Haffer (właśc. Friedrich Haffer, ur. 26 maja 1914) – rumuński piłkarz ręczny. Uczestnik Igrzysk Olimpijskich w 1936 w Berlinie. Na igrzyskach zagrał we wszystkich meczach reprezentacji Rumunii.
Jego brat Karl również zagrał w tym turnieju.